# Kleiner Krinertsee
Der Kleine Krinertsee liegt auf dem Gemeindegebiet Temmen-Ringenwalde im Nordosten von Brandenburg im Süden des Landkreises Uckermark. Er hat eine Wasserfläche von etwa 46 Hektar. Unweit des nordöstlichen Seeufers liegt der Ort Alt-Temmen, ein Gemeindeteil der Gemeinde Temmen-Ringenwalde.
Der See gehört zur Uckermärkischen Seenlandschaft. Das kreisförmige Gewässer ist ein typischer Verlandungssee mit sumpfigem Ufer. Im Südosten geht ein Graben zum Großen Krinertsee ab. Der mesotrophe See ist bekannt für seine Armleuchteralgenpopulation.
Der See liegt im Biosphärenreservat Schorfheide-Chorin und im Naturschutzgebiet Krinertseen. Er ist als Totalreservat ausgewiesen.
Der Name leitet sich vom altpolabischen Wort *krinka mit der Bedeutung „kleine Muschel, kleine schüsselartige Vertiefung im Gelände“ ab.